# Adnan Kovačević
Adnan Kovačević (Kotor Varoš, 9 de septiembre de 1993) es un futbolista bosnio que juega en la demarcación de defensa para el Miedź Legnica de la I Liga de Polonia.

## Selección nacional
Tras jugar con la selección de fútbol sub-21 de Bosnia y Herzegovina, finalmente hizo su debut con la selección absoluta el 12 de octubre de 2019 en un partido de la clasificación para la Eurocopa 2020 contra Finlandia. El partido acabó con un resultado de 4-1 a favor del combinado bosnio tras los goles de Izet Hajrović, Armin Hodžić y un doblete de Miralem Pjanić para Bosnia, y de Joel Pohjanpalo para el combinado finés.

## Clubes
| Club              | País                 | Año       | Partidos | Goles |
| ----------------- | -------------------- | --------- | -------- | ----- |
| N. K. Travnik     | Bosnia y Herzegovina | 2011-2013 | 46       | 2     |
| F. K. Sarajevo    | Bosnia y Herzegovina | 2013-2017 | 78       | 4     |
| Korona Kielce     | Polonia              | 2017-2020 | 100      | 7     |
| Ferencváros T. C. | Hungría              | 2020-2023 | 68       | 0     |
| Raków Częstochowa | Polonia              | 2023-2024 | 22       | 0     |
| Miedź Legnica     | Polonia              | 2024-     | 27       | 5     |

## Palmarés

### Campeonatos nacionales
| Título                               | Club              | País                 | Año  |
| ------------------------------------ | ----------------- | -------------------- | ---- |
| Copa de Bosnia y Herzegovina         | F. K. Sarajevo    | Bosnia y Herzegovina | 2014 |
| Liga Premier de Bosnia y Herzegovina | F. K. Sarajevo    | Bosnia y Herzegovina | 2015 |
| Nemzeti Bajnokság I                  | Ferencváros T. C. | Hungría              | 2021 |
| Nemzeti Bajnokság I                  | Ferencváros T. C. | Hungría              | 2022 |
| Copa de Hungría                      | Ferencváros T. C. | Hungría              | 2022 |
| Nemzeti Bajnokság I                  | Ferencváros T. C. | Hungría              | 2023 |